# Eugenio Chiaradia
Eugenio Chiaradia (Napoli, 1917 – 1977) è stato un giocatore di bridge italiano, tra i componenti del Blue Team ed uno dei più forti giocatori di tutti i tempi.

## Biografia
Studioso e professore di lettere e filosofia, fu uno dei primi teorici del bridge in Italia, a cui si deve l'elaborazione di uno dei più famosi sistemi licitativi convenzionali: il fiori napoletano.
Era soprannominato "il professore" per l'assiduità con la quale si dedicava ad approfondire e studiare tutti gli aspetti del bridge e per la grande capacità di insegnare il gioco.
Sotto la sua scuola, a Napoli, si formarono nel secondo dopoguerra i più famosi campioni del bridge internazionale come Pietro Forquet, Benito Garozzo, Mimmo D'Alelio, Guglielmo Siniscalco.
Fu tra i fondatori e membro del Blue Team con il quale vinse 6 Campionati mondiali consecutivi dal 1957 al 1963 (nel 1960 il campionato non fu disputato per la concomitanza con la prima Olimpiade di Bridge, a Torino) e 5 Campionati europei nel 1951 e dal 1956 al 1959.
Va ricordato che i titolari del Blue Team dal 1961 non parteciparono più ai Campionati Europei, tenuto conto che le norme prevedevano all'epoca il diritto della squadra Campione del mondo di difendere il proprio titolo.
Durante il dominio mondiale del Blue Team, quindi, l'Italia partecipò ai Campionati Europei con squadre che, con l'eccezione di Giorgio Belladonna e di pochissime altre presenze, non includeva nella formazione Campioni del Mondo in carica. Ciò non impedì all'Italia di vincere numerose edizioni del Campionato Europeo, acquisendo il diritto 'virtuale' di partecipare al Campionato Mondiale con una seconda squadra. Le "regole" impedirono, tuttavia, assurdamente, all'Italia di partecipare al Campionato del Mondo con due squadre, in qualità di Campione del Mondo in carica e di Campione Europeo in carica. L'Europa veniva, quindi, rappresentata dalla squadra seconda classificata.
L'assurdità consisteva nel fatto che per gli U.S.A. (che controllavano, di fatto, allora come ora, la Federazione Mondiale) non venne posta la medesima limitazione e partecipavano, sistematicamente, con due squadre di cui una denominata "Nord America" (cioè U.S.A. e Canada). 
In seguito, anche in considerazione dell'aumento del numero delle squadre europee ammesse a partecipare, la 'anomalia' fu solo parzialmente (ed apparentemente) rimossa: agli U.S.A. venne ufficialmente riconosciuto il 'diritto' di partecipare con due squadre, denominate appunto "U.S.A.1" e "U.S.A.2" e ad un'altra squadra (di solito il Canada) il diritto di partecipare come qualificata per la zona "Nord America".
Lasciata la nazionale azzurra, Chiaradia si trasferì in Brasile per allenare la nazionale di quel Paese.
Tornò in Italia per le condizioni di salute non più buone, continuando a dedicarsi all'insegnamento, allo studio del gioco e al perfezionamento del sistema licitativo da lui ideato.
Morì appena sessantenne nel 1977.

## Pubblicazioni
- E. Chiaradia, Il nuovo fiori napoletano, Milano, Mursia, 1970
- E .Chiaradia, Il fiori in 112 mani, Torino, S.E.I., 1976